# ماكسيمو لوكاس
ماكسيمو لوكاس (بالإسبانية: Máximo Lucas)‏ (28 يناير 1979 بمونتفيدو في الأوروغواي - ) هو لاعب كرة قدم أوروغواني في مركز الهجوم. لعب مع أوليمبو وديبورتيفو كالي وريفر بليت ونادي أونيفرسيداد دي تشيلي ونادي تيكوس ونادي دانوبيو ونادي ليفربول ونادي ماراثون وBeijing Sport University F.C. ‏.

## وصلات خارجية
- ماكسيمو لوكاس على موقع قاعدة بيانات كرة القدم.إي يو (الإنجليزية)